# Jagdschloss Letzlingen

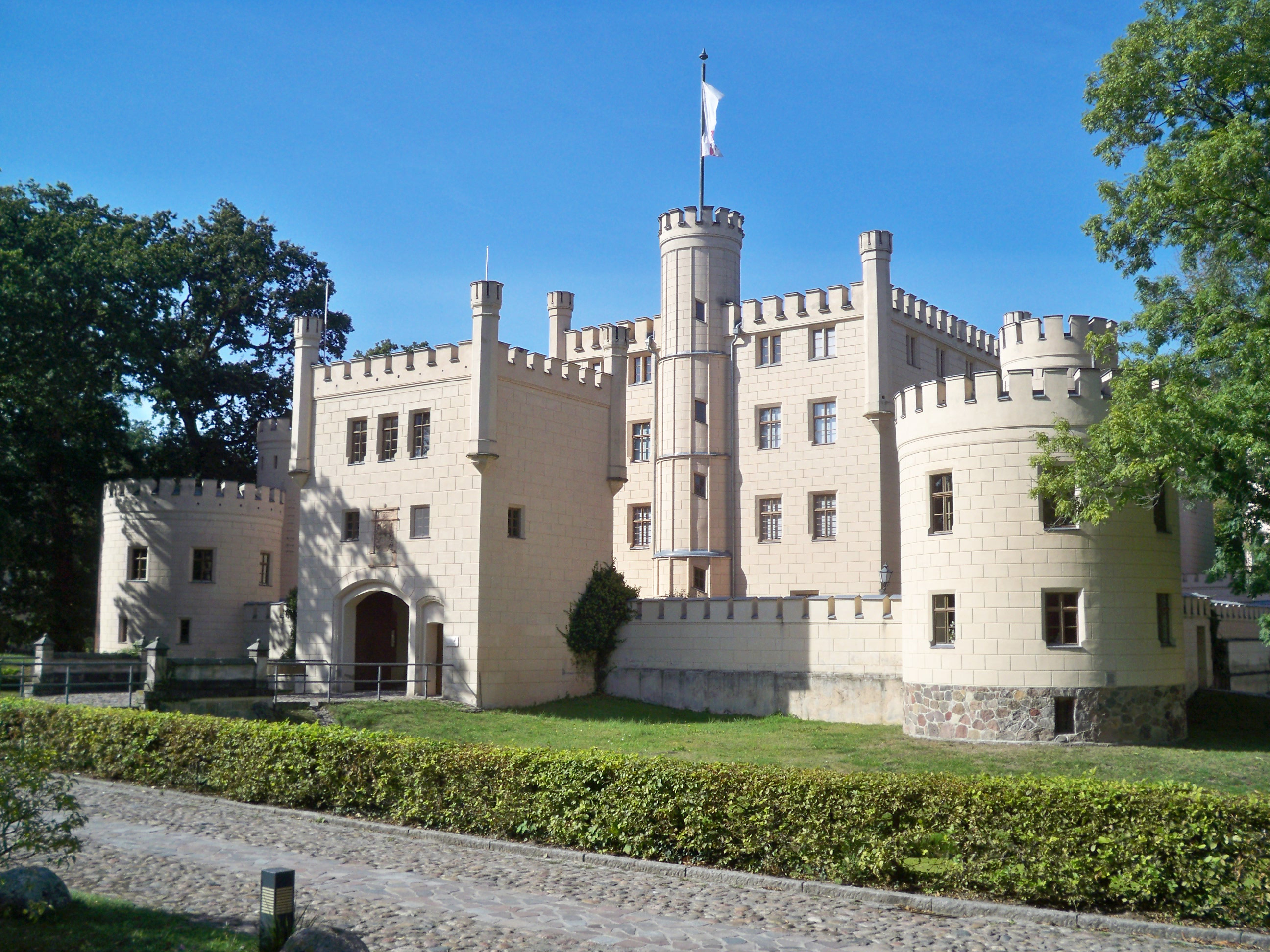
Schloss Letzlingen

Das Jagdschloss Letzlingen befindet sich im Gardelegener Ortsteil Letzlingen im Süden des Altmarkkreises Salzwedel. Es liegt im Nordwesten der Colbitz-Letzlinger Heide und ist das letzte erhaltene Hohenzollern-Schloss in Sachsen-Anhalt.
Das Jagdschloss ließ der preußische König Friedrich Wilhelm IV. auf den Mauern eines Vorgängerbaus errichten. Nach den Plänen der Architekten Friedrich August Stüler und Ludwig Ferdinand Hesse entstand ab 1843 eine Schlossanlage in der neugotischen Stilform der englischen Tudorarchitektur.
Heute wird das Schlossensemble gastronomisch, als Hotel und museal genutzt. Im ersten Obergeschoss befindet sich die Ausstellung „Jagdgeschichte der Letzlinger Heide. Königlich-preußische Hofjagd“. Das Schloss wird von der Kulturstiftung Sachsen-Anhalt als Eigentümer verwaltet.

## Geschichte

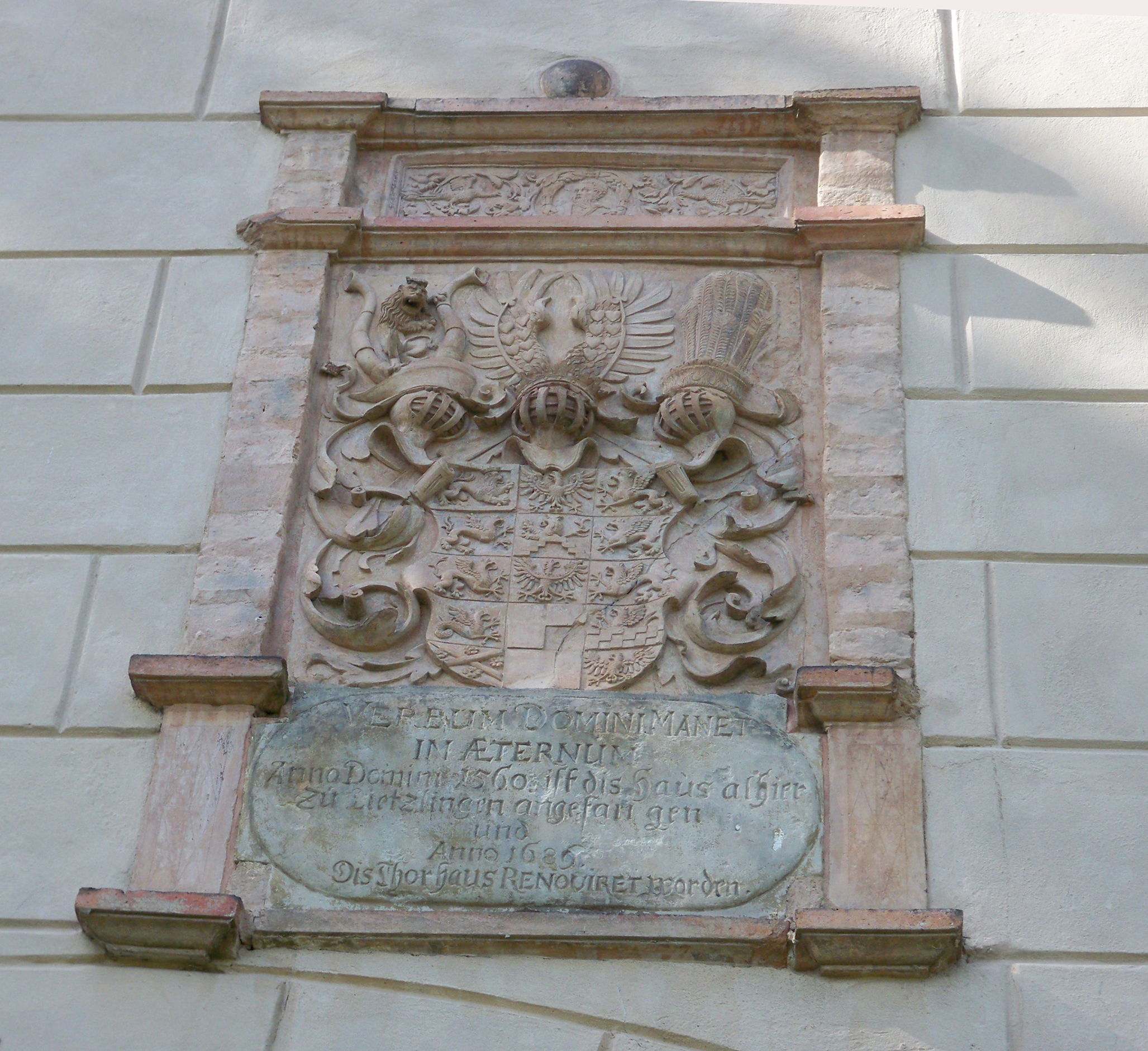
Tafel am Torhaus, die auf den Baubeginn 1560 und die erste Renovierung 1689 hinweist

Auf der Stelle der heutigen Anlage stand bis in die Mitte des 16. Jahrhunderts ein einfaches Jagdhaus. Nach dem Abriss des alten Gebäudes ließ der brandenburgische Kurprinz Johann Georg 1559 bis 1562 durch den Baumeister Lorenz Arndt eine Jagdburg errichten. Die „Hirschburg“ mit Wildgehege war eine kastellartige Anlage. Das in der Mitte liegende Wohngebäude wurde von einer Ringmauer mit Ecktürmen und einem Wassergraben umgeben. Johann Georg hielt sich oft in dem wildreichen Jagdrevier der Letzlinger Heide auf und feierte im Schloss 1577 die Vermählung mit Elisabeth von Anhalt, seiner dritten Gemahlin und Tochter von Joachim Ernst von Anhalt.
Die nachfolgenden Hohenzollernherrscher bevorzugten andere Reviere oder fanden kein Interesse an der Jagd, bis Friedrich Wilhelm IV. das Schloss 1840 wiederentdeckte. Auf den Mauern der verfallenen Jagdburg ließ er nach Plänen des Architekten Friedrich August Stüler ein Schloss in den Formen der englischen Neugotik errichten. 1843/44 erfolgte durch Stüler der Umbau des Corps de Logis. Dieses Haupthaus mit quadratischem Grundriss wurde viergeschossig aufgestockt. Ein runder Treppenturm, der dem Gebäude vorgelagert ist, überragt alle Bauten des Geländes. Durch Umbau des hohen Torhauses im Osten und der vier Ecktürme der Ringmauer erhielten die Bauten eine stilistische Anpassung in der neugotischen Form. Alle Gebäude schließen am Dachrand mit einem Zinnenkranz ab. Vermutlich in den Jahren 1851 bis 1853 erfolgte nach Stülers Plänen der Umbau des Speisesaals und der Küche. Die Leitung der Arbeiten übernahmen der Bruder des Architekten, Bauinspektor Karl Askan Stüler, und der Magdeburger Baurat Karl Albert Rosenthal.

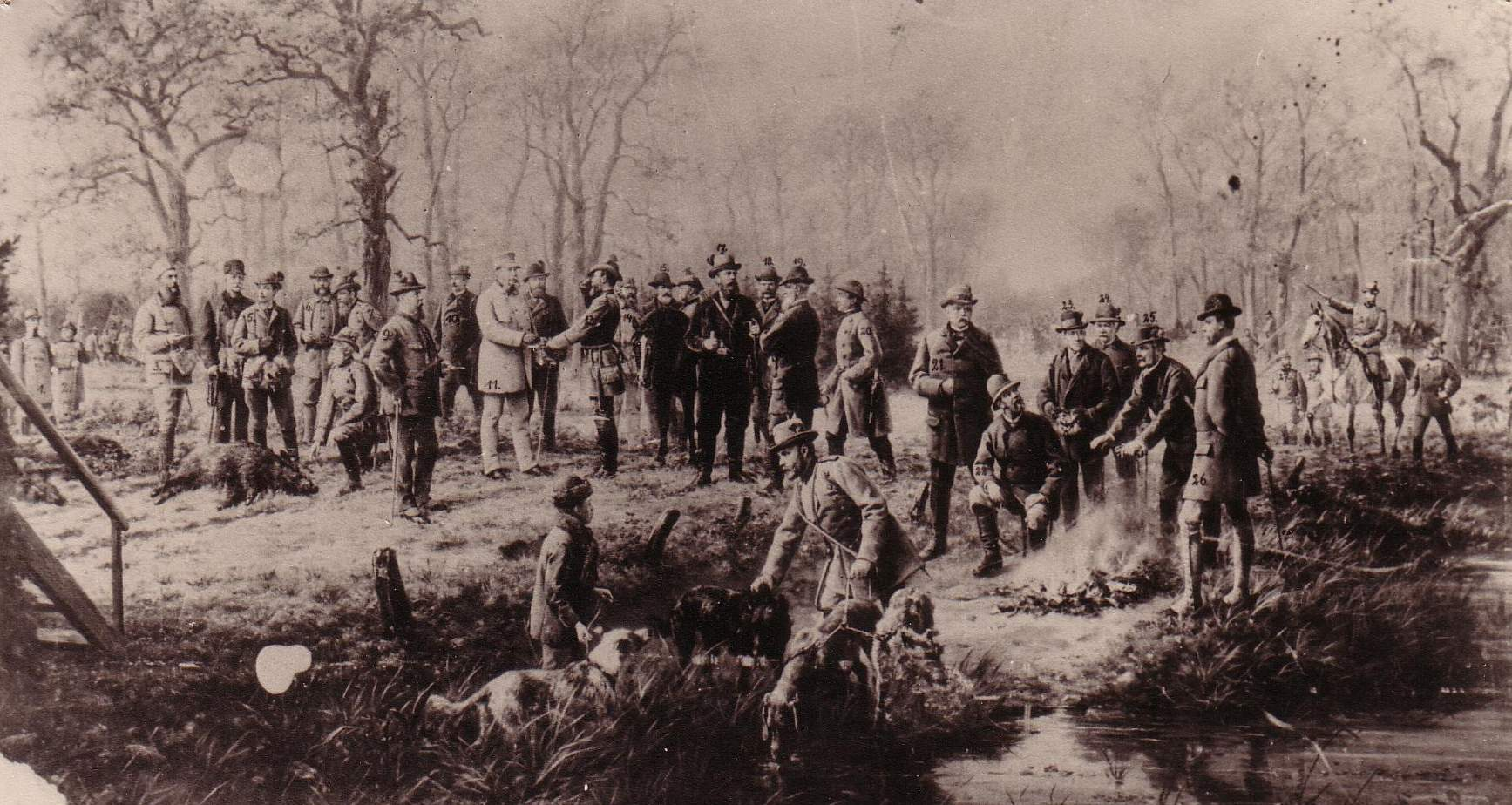
Hofjagd in Letzlingen u. a. mit Kaiser Wilhelm I. (Nr. 11), Kronprinz Friedrich Wilhelm von Preußen (Nr. 17), dessen Sohn Wilhelm (Nr. 5) und Reichskanzler Fürst Bismarck (Nr. 21), Ölgemälde von Conrad Freyberg, 1881

Ebenfalls in den Formen der englischen Neugotik entwarf Friedrich August Stüler eine Schlosskirche, deren Bauleitung Rosenthal übernahm. Nach der Grundsteinlegung 1857 war der eigentliche Baubeginn jedoch erst 1859. Im Todesjahr Friedrich Wilhelms IV., 1861, war das Gotteshaus fertiggestellt. An der Einweihung am 11. Dezember nahm der nun regierende Bruder Wilhelm I. teil. Mit dem Bau eines Kastellanhauses nach Plänen des Architekten Ludwig Ferdinand Hesse fanden die Baumaßnahmen 1868 ihren Abschluss.
Zu den „Letzlinger Hofjagden“ im Spätherbst luden die Preußenkönige Jagdgäste ein, wie Erzherzog Franz Joseph – der spätere Kaiser Franz Joseph I. –, Otto von Bismarck, Theobald von Bethmann Hollweg, Bernhard von Bülow und russische Großfürsten. Die letzte Hofjagd fand im November 1912 unter Kaiser Wilhelm II. zu Ehren von Erbherzog Franz Ferdinand von Österreich statt.
Nach dem Ersten Weltkrieg und dem Ende der Monarchie kam das Schloss in den Besitz der neuen preußischen Regierung. 1922 zog die von Staat und Kirche unabhängige, durch Bernhard Uffrecht und seine Frau Ini gegründete Freie Schul- und Werkgemeinschaft ein. Bereits im April 1933 wurde diese Schule von den Nationalsozialisten geschlossen und es kam zu einer neuen Nutzung als SA-Führerschule und noch während des Zweiten Weltkriegs wurde das Gebäude als Lazarett genutzt. Von 1945 bis 1991 befand sich dort eine Abteilung des Kreiskrankenhauses Gardelegen. Nach der Wende kam das Jagdschloss in die Obhut der „Stiftung Schlösser, Burgen und Gärten des Landes Sachsen-Anhalt“, heute Kulturstiftung Sachsen-Anhalt.
Die Betreibergesellschaft des Hotels musste 2016 Insolvenz anmelden; im April 2017 wechselte es den Besitzer.

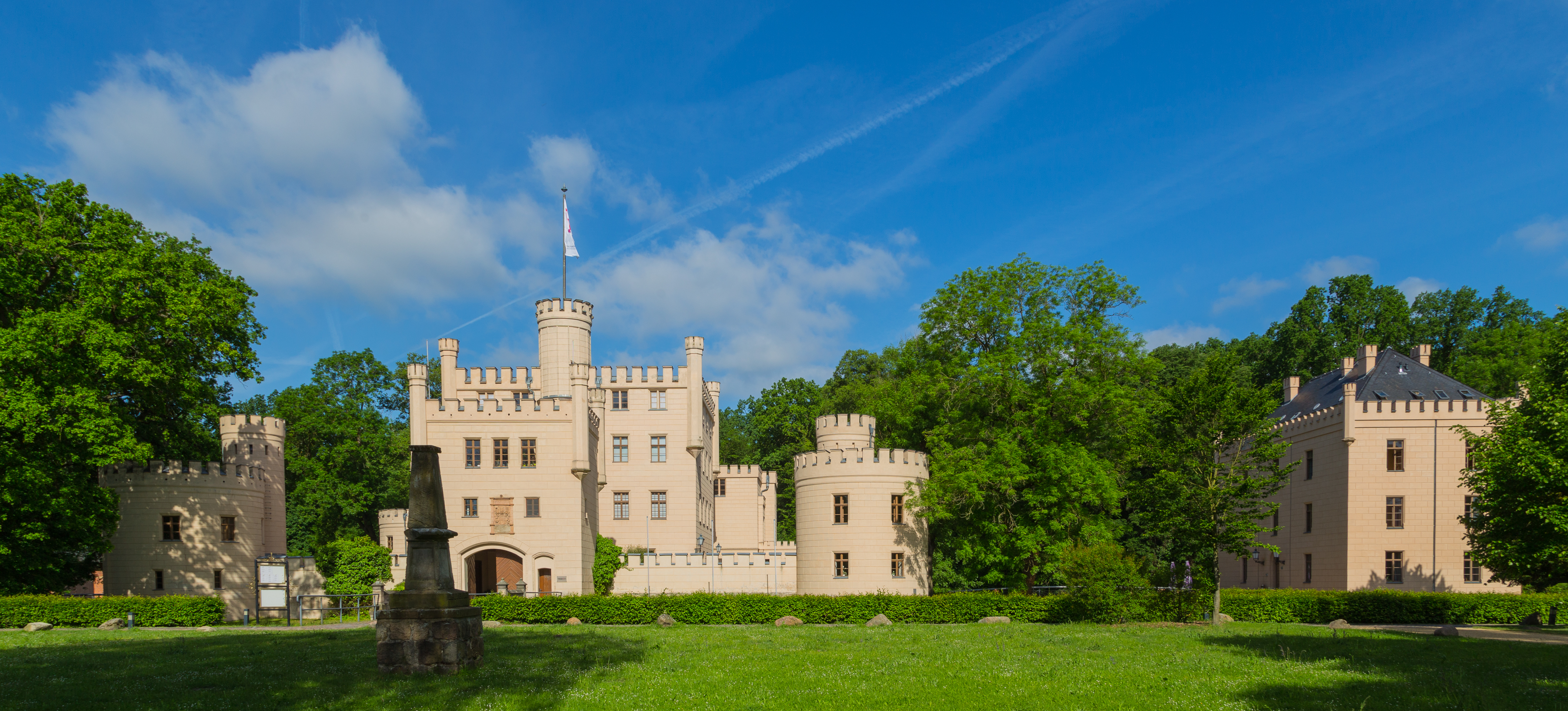
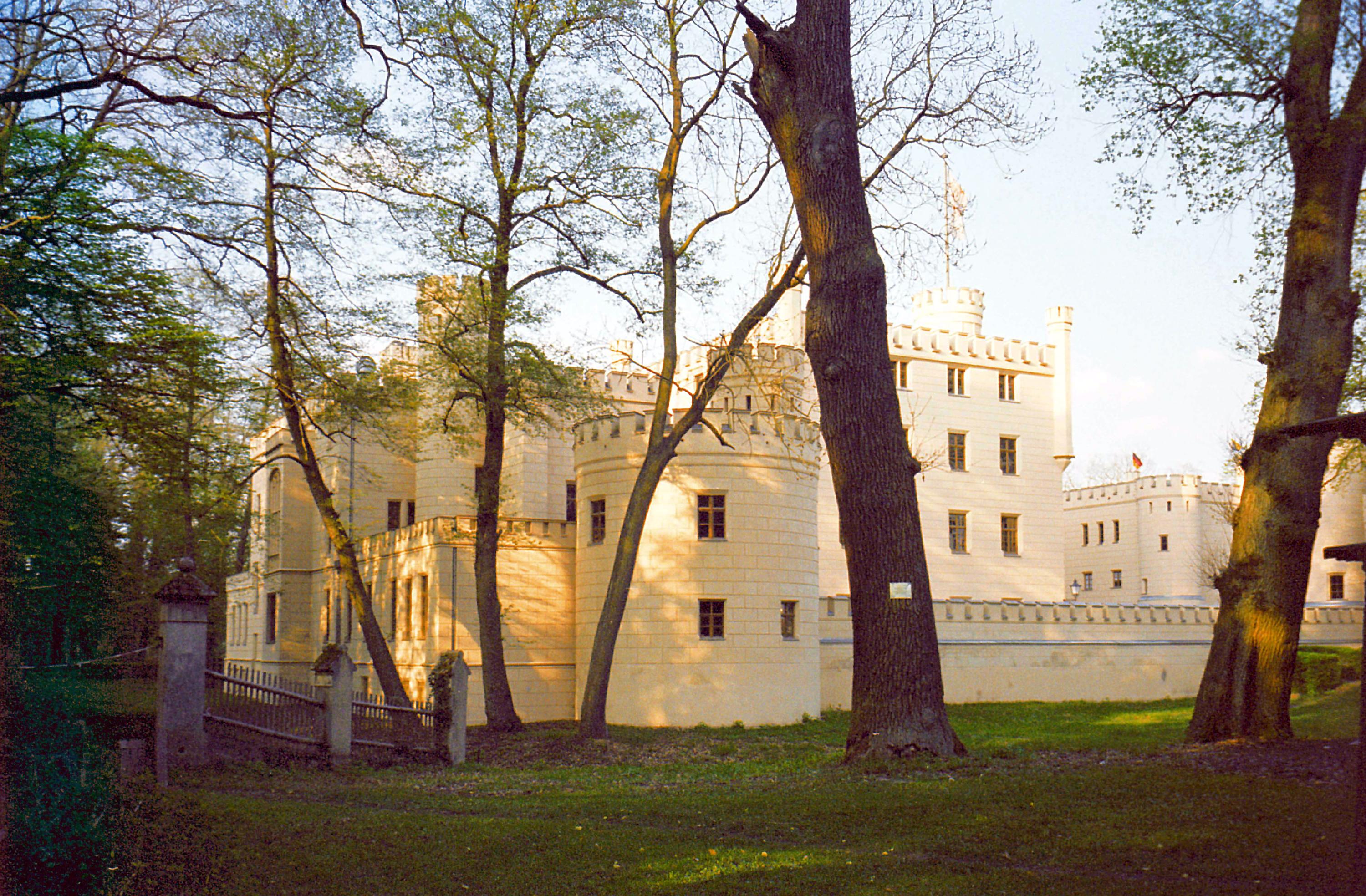
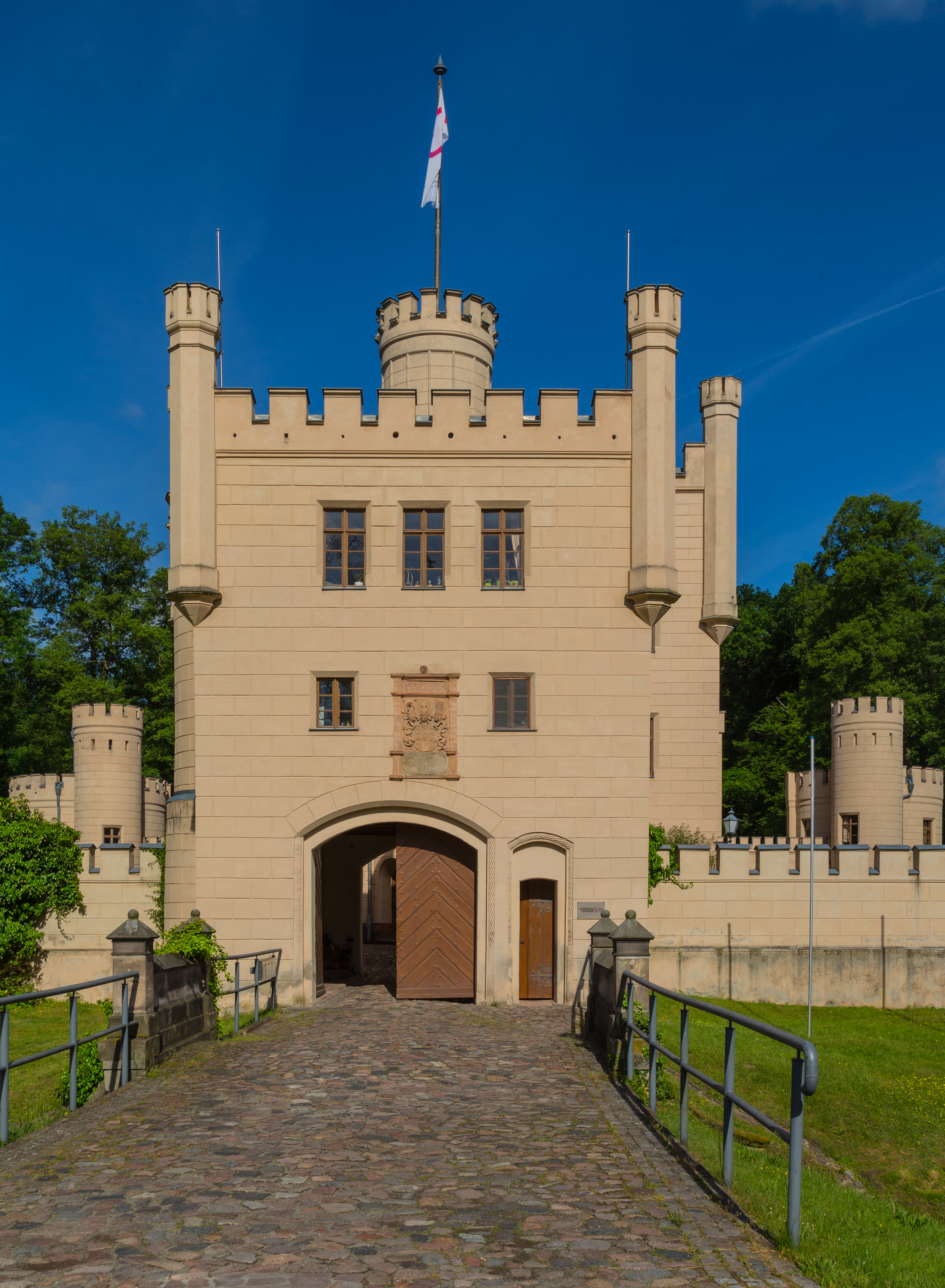
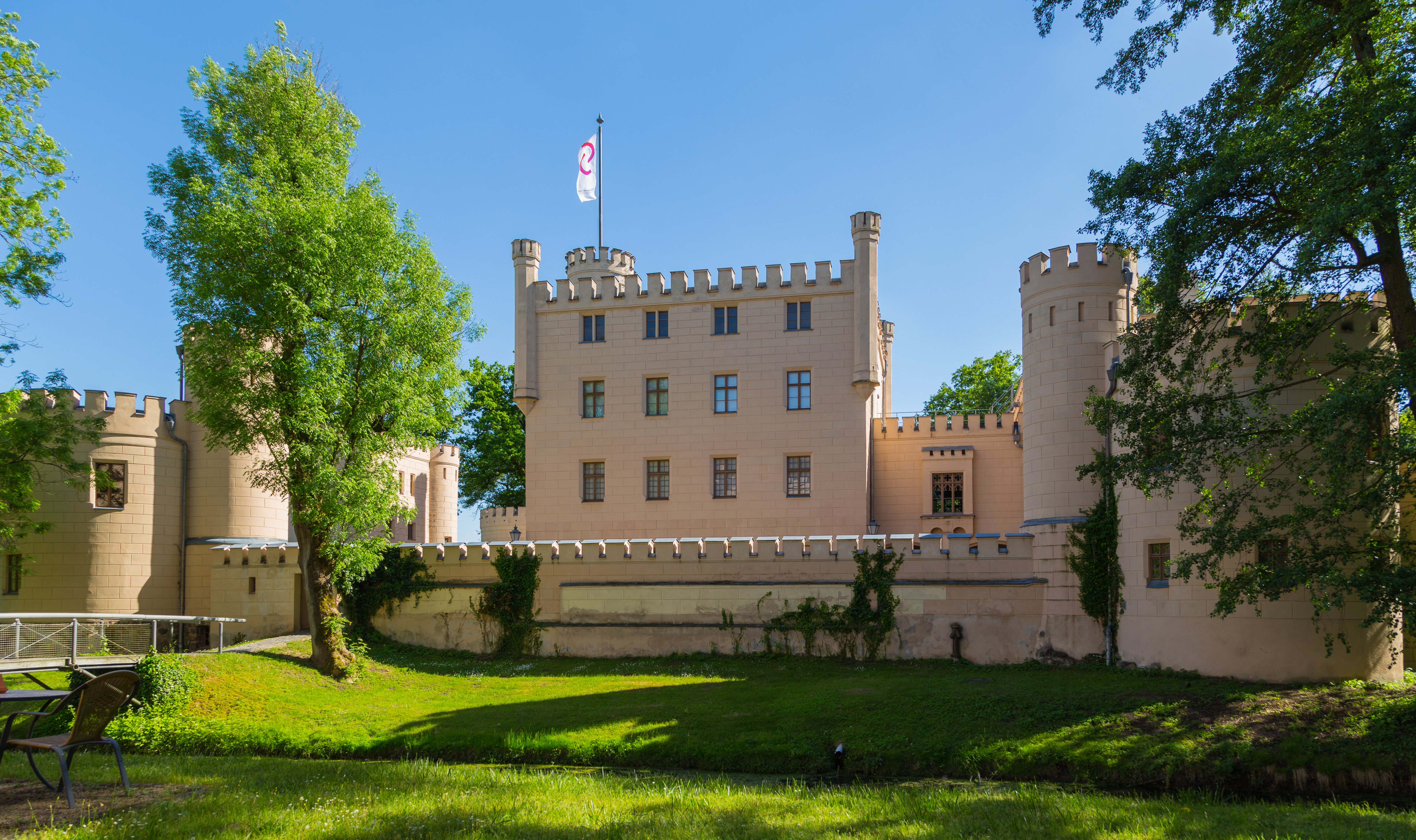
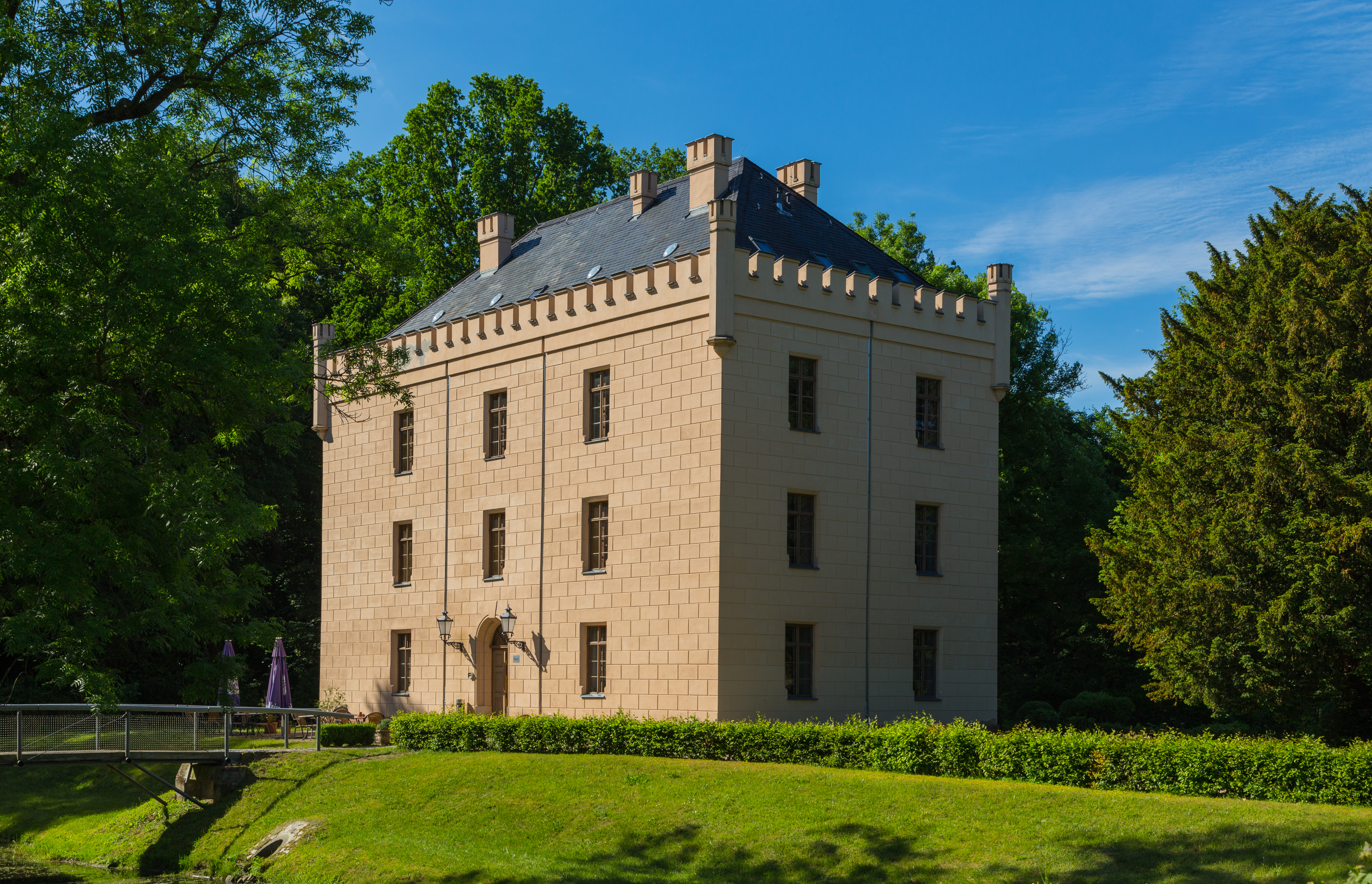
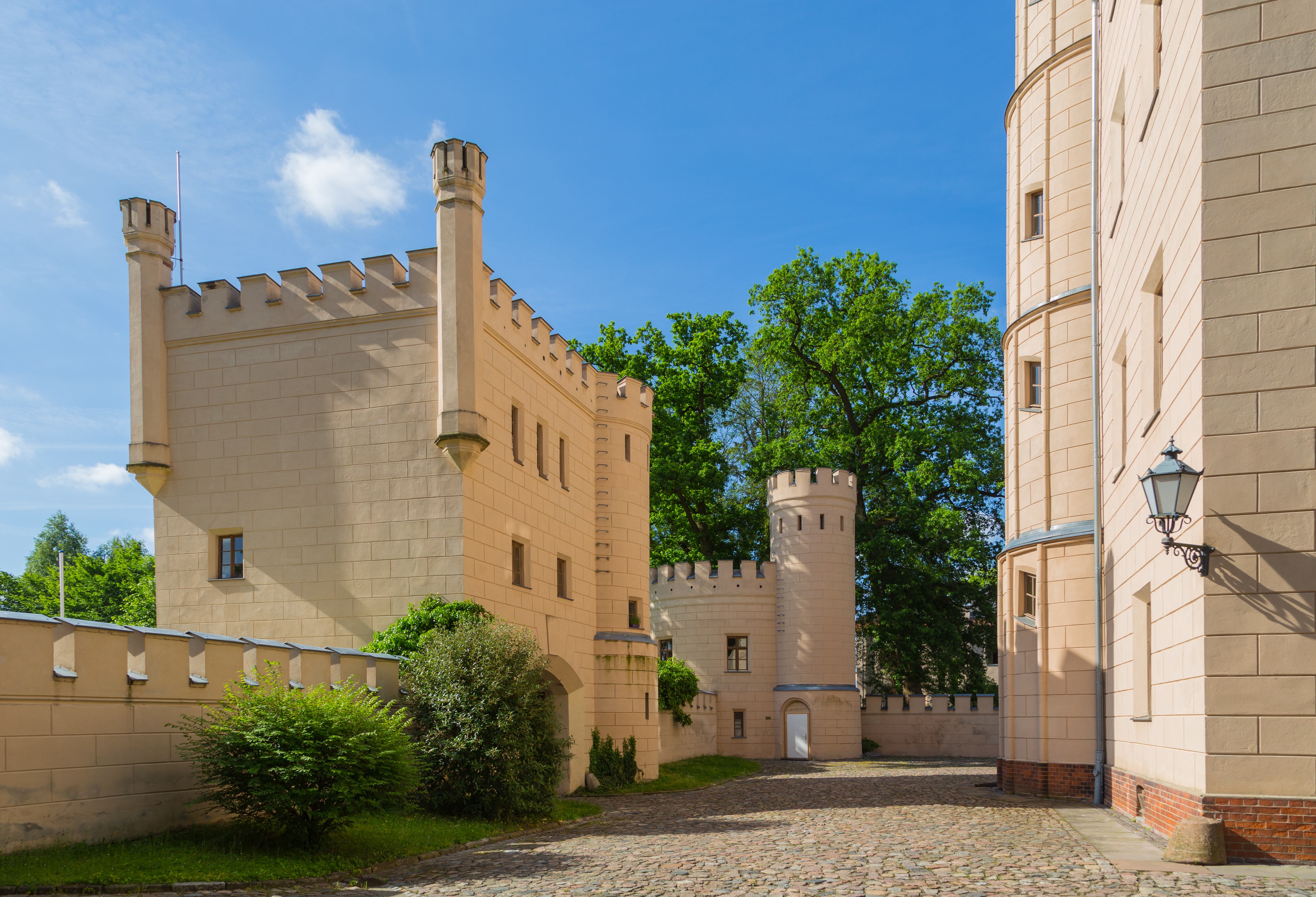